# Happy Hour

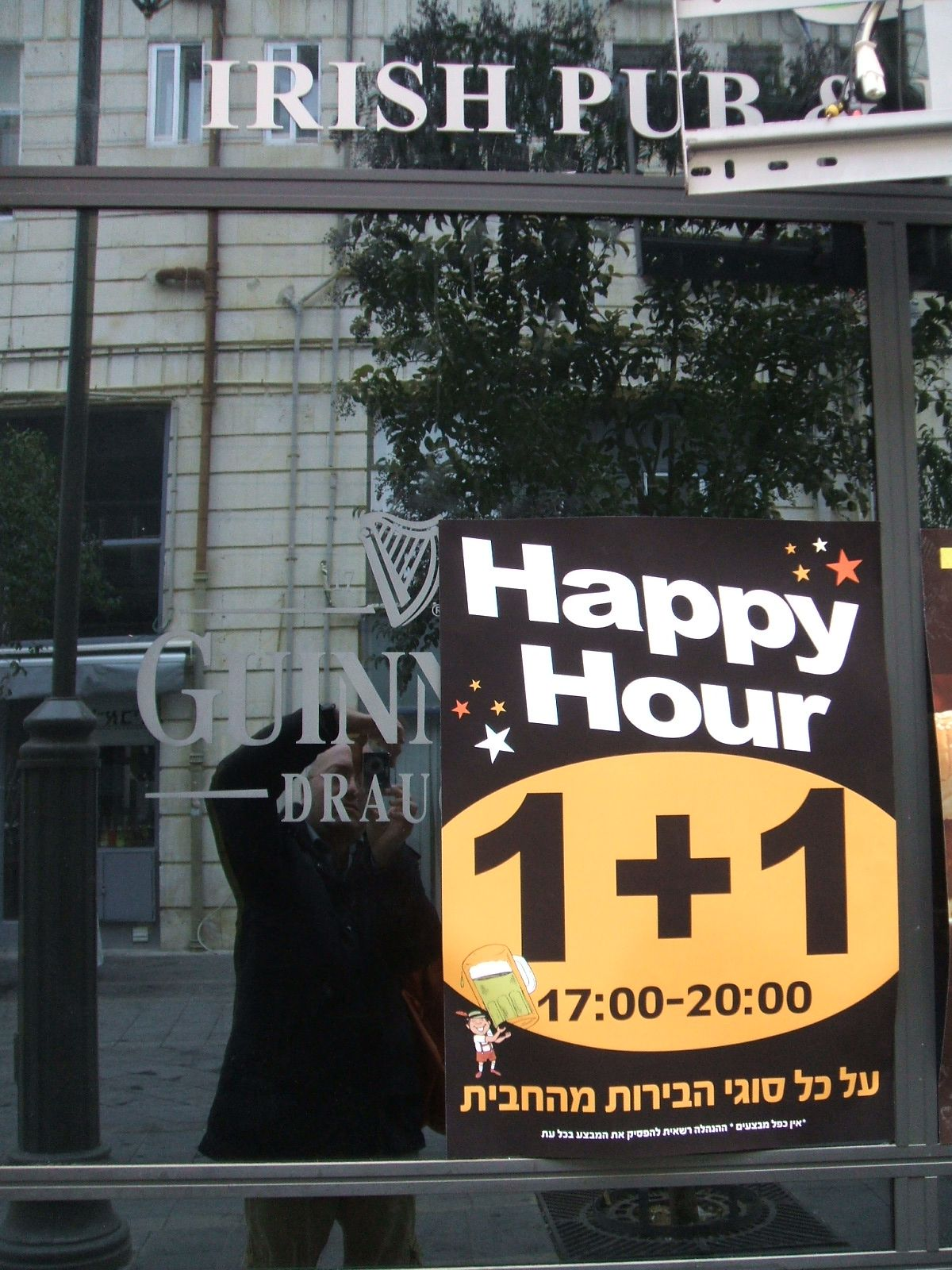
Happy Hour.

Die Happy Hour ([ˈhɛpi ˈaʊ̯ɐ], deutsch „glückliche Stunde“) ist im Marketing und meist in der Gastronomie der Anglizismus für Rabatte beim Konsum von alkoholischen Getränken innerhalb einer bestimmten Tageszeit.

## Allgemeines
Die Happy Hour muss sich nicht auf alkoholische Getränke beschränken, sondern kann sich auch auf andere gastronomische Produkte wie Speisen erstrecken. Das Merriam-Webster’s Collegiate Dictionary bezieht insoweit die Happy Hour auf preisermäßigte alkoholische Getränke (englisch drinks) und kostenlose Vorspeisen (französisch horsd’œuvre).
Mit der Happy Hour kann in der Gastronomie das Ziel verbunden werden, weitere Zielgruppen als Stammkunden zu gewinnen. Eine Happy Hour sollte mindestens zwei Stunden dauern und kann Tageszeiten zwischen 14 Uhr und 16 Uhr und/oder die Nachtzeit zwischen 23 Uhr und 1 Uhr betreffen.

## Etymologie

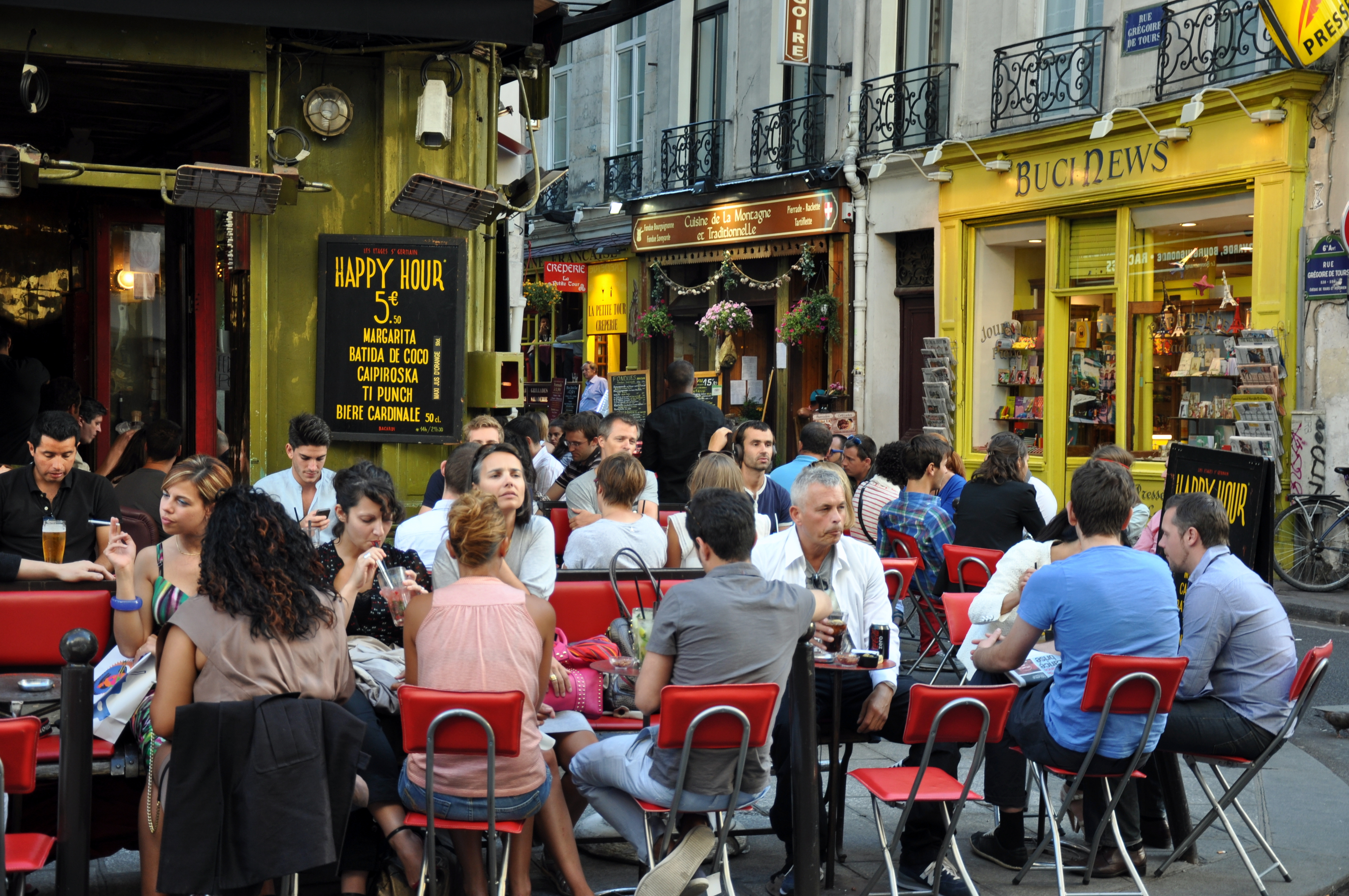
Paris – Happy Hour im Quartier Latin (August 2012)

Die Wortherkunft von „Happy Hour“ ist ungeklärt. Einige Autoren wollen aus William Shakespeares Drama Heinrich V. (erster Akt, zweite Szene) aus dem Jahr 1599 das Zitat vom König: „Drum, Lords, versäumt keine günstige Stunde (englisch happy hour), die unser Unternehmen fördern mag …“ als Ursprung ansehen. Das Zitat verwendet „happy hour“ jedoch in einem anderen Kontext als die heute übliche Bezeichnung.
Wahrscheinlicher ist der Gebrauch in der United States Navy seit Januar 1913, als Soldaten auf der „USS Arkansas (BB-33)“ die Stunde für Raucher so benannten. In dieser Zeit gab es auch Unterhaltung für die Soldaten wie Boxen, Ringen und Musik. Erst im Laufe der Prohibition in den Vereinigten Staaten, des Verbots der Herstellung, des Transports und des Verkaufs von Alkohol in den USA von 1920 bis 1933, wurde der Begriff Happy Hour mit Alkohol in Verbindung gebracht. Denn häufig wurde bereits vor dem Abendessen getrunken, weil der Alkoholausschank in öffentlichen Lokalen verboten war. Wegen der Arbeitsgepflogenheiten (englisch nine to five) beginnt die Happy Hour somit in aller Regel nachmittags um fünf Uhr und endet um sechs oder sieben Uhr. Ursprünglich war dieser Zeitraum derjenige, in welchem ein Club in der Londoner Innenstadt nach der Mittagspause wieder öffnete und seine von der Arbeit einkehrenden Mitglieder erstmals zum Abend mit Getränken bewirtete.
Damit handelt es sich bei „Happy Hour“ um Worte, die durch ein im Wissenskontext impliziertes Merkmal als neue Bedeutung lexikalisiert worden sind.

## Rechtsfragen
In der Gastronomie ist die Happy Hour marktüblich. Es handelt sich um eine auf wenige Stunden begrenzte, aber regelmäßig wiederkehrende Preisherabsetzungsaktion. Durch die Aufhebung des Rabattgesetzes im Juli 2001 und die Änderung des UWG im Juni 2004 kann eine zeitliche Befristung von Rabattaktionen sowohl stundenweise (wie bei der Happy Hour) als auch tageweise („Rabattwochen“) erfolgen. Diese Liberalisierung hat dazu geführt, dass auch der Einzelhandel eine Happy Hour einführen darf. Seit dem Wegfall der Preisbindung für nicht verschreibungspflichtige Arzneimittel (Januar 2004) dürfen auch Apotheken mit der „Happy Hour“ werben. Die Happy Hour ist mittlerweile ebenso in Museen zu finden, wenn etwa für die letzte Öffnungsstunde ein vergünstigter Eintrittspreis gilt.

## Wirtschaftliche Aspekte
Mit der Happy Hour ist eine Preisdifferenzierung verbunden, denn dieselben Produkte werden während der Öffnungszeit zu unterschiedlichen Preisen angeboten. Die Happy Hour ist ein Marketinginstrument, das darauf abzielt, Schwankungen der Beschäftigung zu glätten. In der Gastronomie sind die Kapazitäten meist an den Schwerpunkten der Kapazitätsauslastung (Frühstück, Mittagessen und Abendessen) ausgerichtet. Zu diesen Schwerpunkten kann Vollbeschäftigung bestehen. Zwischen diesen Schwerpunkten kommt es jedoch zu Überkapazitäten, die eine Unterbeschäftigung und damit verbundene Leerkosten zur Folge haben. Um innerhalb dieser Nachfragelücken zusätzliche Deckungsbeiträge zu erzielen, werden Rabatte wie der Naturalrabatt („Zahlen Sie zwei, trinken Sie drei“) oder die Happy Hour zwecks Generierung weiterer Nachfrage angeboten. Hierdurch kann es zur ganzen oder teilweisen Kostendeckung der Fixkosten kommen.
Da nach gesellschaftlichen Konventionen der Alkoholkonsum erst bei Feierabend angebracht erscheint (wie bei der After-Work-Party), gibt es die Happy Hour im Regelfall am späten Nachmittag bis zum frühen Abend und nachts.
Jedoch müssen Gäste oft auch Einschränkungen während der Happy Hour akzeptieren, denn die Küche ist zumeist noch geschlossen, Mahlzeitbestellungen werden erst ab Ende der Happy Hour entgegengenommen, und die mahlzeitbegleitenden Getränke haben dann auch wieder die Normalpreise. Mitunter wird auch, um Abrechnungsprobleme um den Zeitpunkt einer Getränkebestellung zu vermeiden, zum Ende der Happy Hour zwischenkassiert.
Auch bei einigen Bordellen oder Sonnenstudios gibt es heute Happy Hours. Auch manche Internetspeicherdienste bieten bei geringer Auslastung eine sogenannte Happy Hour an. Während dieser Zeit werden die heruntergeladenen Daten beispielsweise nur mit einem bestimmten Prozentsatz des eigentlichen Datenvolumens berechnet. Ferner beginnt die Bocholter Kirmes traditionell mit Happy Hours.
In Frankreich ist das verbilligte Anbieten von alkoholischen Getränken im Rahmen einer Happy Hour nur legal, wenn auch alkoholfreie Getränke entsprechend reduziert werden.